# Betula chinensis
Betula chinensis — вид квіткових рослин з родини березових (Betulaceae). Росте у східній Азії.

## Біоморфологічна характеристика
Це кущ чи невелике дерево до п’яти метрів заввишки. Молоді пагони цього виду не морозостійкі, тому йому потрібен тривалий безморозний період вегетації. Він також потребує достатнього літнього тепла та рівномірного розподілу опадів протягом вегетаційного періоду. Заморозки пізньої весни після розпускання бруньок іноді можуть вбити досить великі дерева. Цей вид має дуже потужну, глибоку кореневу систему, можливо, більшу, ніж будь-яка інша береза.

## Поширення й екологія
Росте у східній Азії (Китай Північна й Південна Корея) на висотах від 700 до 3000 метрів. Добре росте у вологому, помірно теплому кліматі, його можна знайти в широколистяних лісах у гірських долинах і затінених скелястих гірських схилах.

## Загрози й охорона
Немає повідомлень про серйозні загрози для цього виду. Цей вид досить поширений у вирощуванні, а розмноження живцями відносно легко. Для цього виду не проводяться або необхідні дії щодо збереження ареалу, однак, оскільки це важливий вид деревини, необхідно запровадити стале лісове господарство.

## Використання
Деревина цієї породи має хорошу якість, вона надзвичайно тверда і щільна, дрібнозерниста, дуже тонкої текстури і використовується для виготовлення пестів і осей вагонів. Це одне з найцінніших дерев на півночі Китаю.

## Галерея

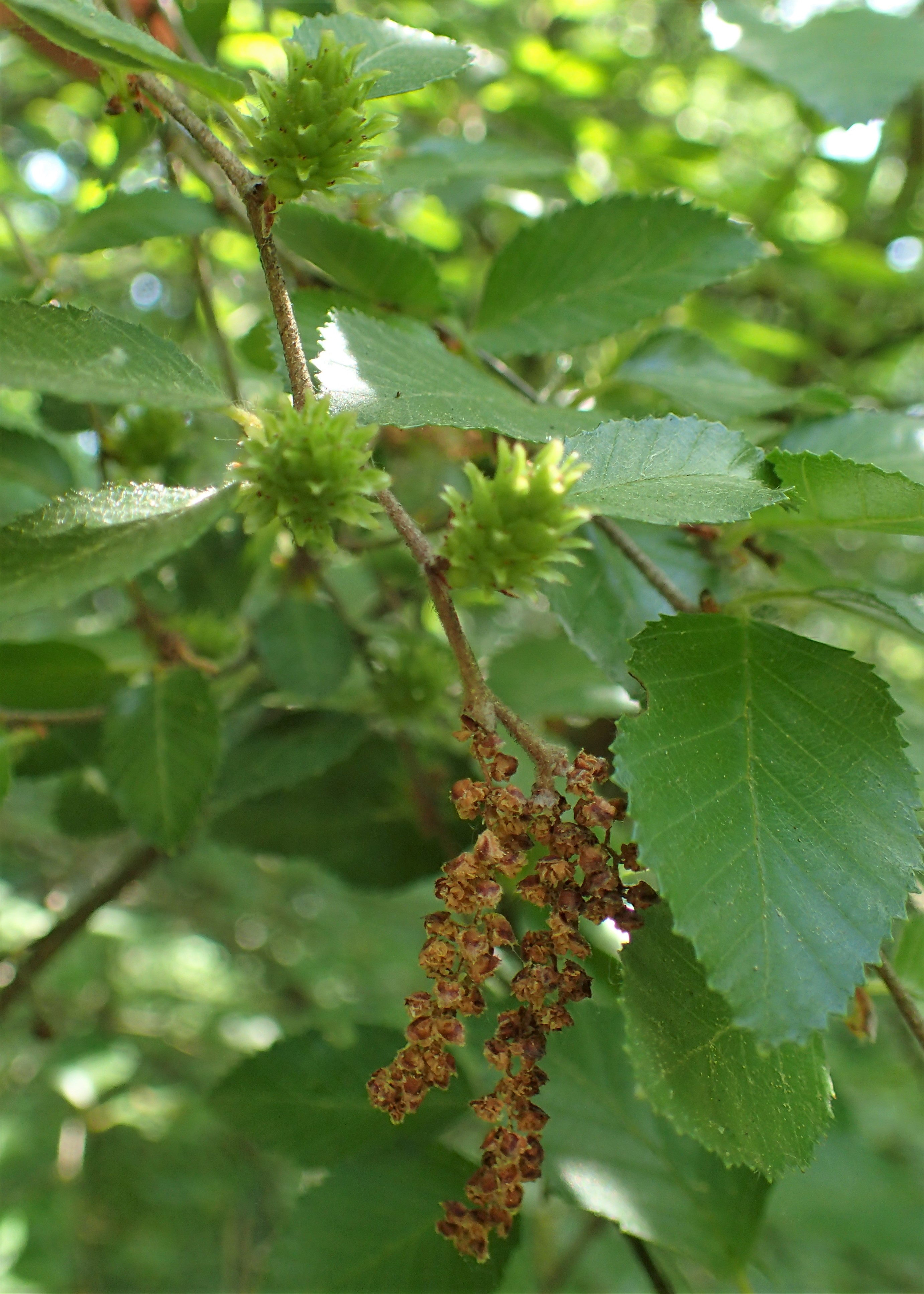
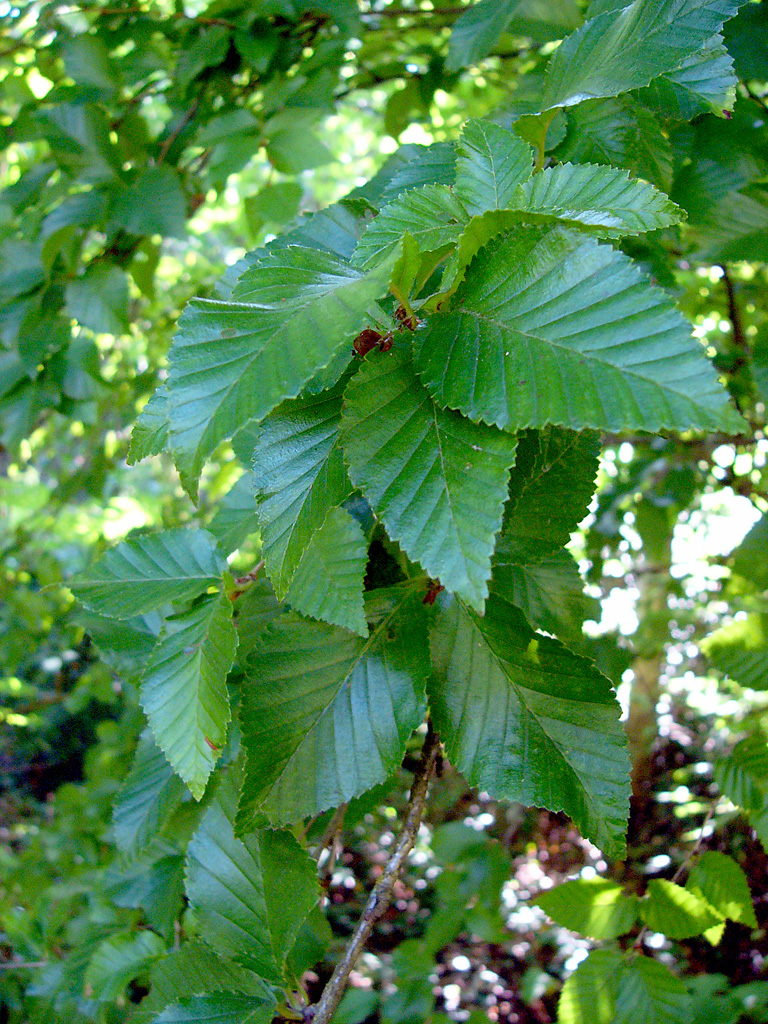
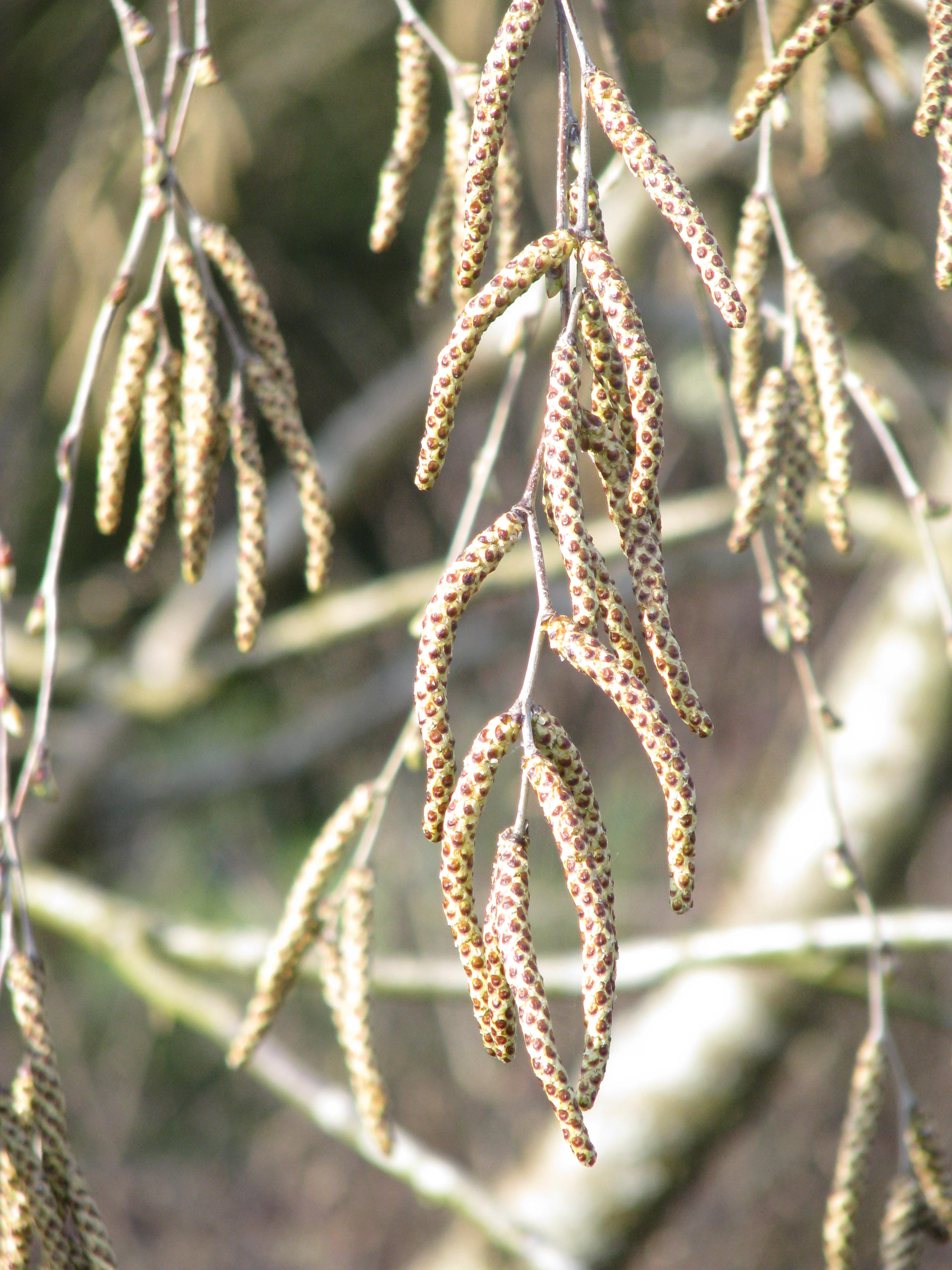
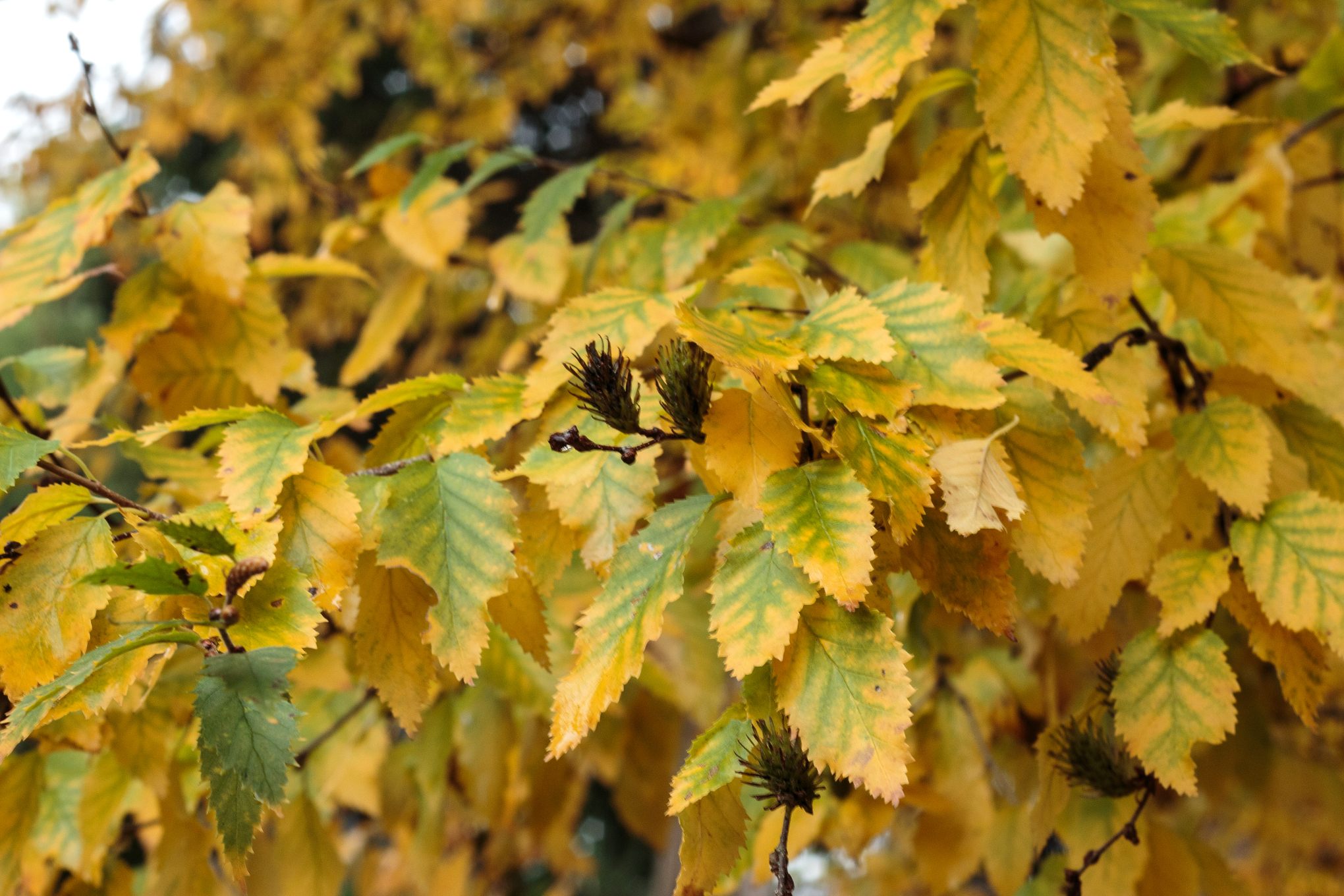